# Pastoreio

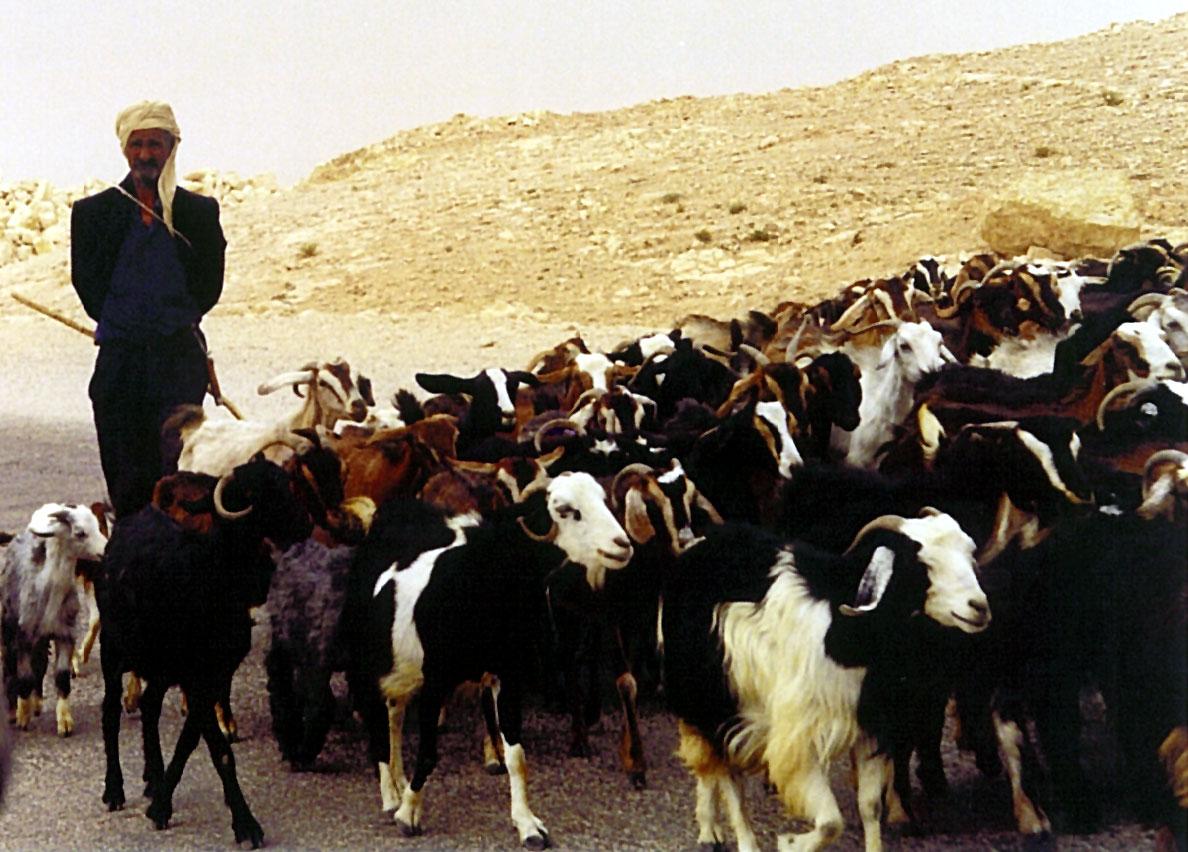
Um homem pastoreando cabras na Tunísia

Pastoreio é o ato de reunir animais individuais em um grupo (rebanho), manter o grupo e mover o grupo de um lugar para outro — ou qualquer combinação desses. Pastoreio pode se referir ao processo de animais formando rebanhos na natureza ou à intervenção humana formando rebanhos para algum propósito. Enquanto o leigo usa o termo "pastoreio" para descrever essa intervenção humana, a maioria dos indivíduos envolvidos no processo o denomina gado.
Alguns animais instintivamente se reúnem como um rebanho. Um grupo de animais fugindo de um predador demonstrará comportamento de rebanho para proteção; enquanto alguns predadores, como lobos e cães, têm habilidades instintivas de pastoreio derivadas de instintos primitivos de caça. Os instintos em cães de pastoreio e a treinabilidade podem ser medidos em testes de pastoreio não competitivos. Cães que exibem instintos básicos de pastoreio podem ser treinados para auxiliar no pastoreio e competir em testes de pastoreio e cães de gado. Cachalotes também foram observados se unindo para pastorear presas em um comportamento de alimentação coordenado.
O pastoreio é usado na agricultura para gerenciar animais domesticados. O pastoreio pode ser realizado por pessoas ou animais treinados, como cães pastores que controlam o movimento do gado sob a direção de uma pessoa. As pessoas cuja ocupação é pastorear ou controlar animais geralmente têm rebanho adicionado ao nome do animal que estão pastoreando para descrever sua ocupação (pastor, pastor de cabras, vaqueiro).
Um esporte competitivo se desenvolveu em alguns países onde a habilidade combinada do homem e do cão pastor é testada e julgada em um "julgamento", como um julgamento de cão pastor. Animais como ovelhas, camelos, iaques e cabras são criados principalmente. Eles fornecem leite, carne e outros produtos para os pastores e suas famílias.